# Sól (województwo śląskie)

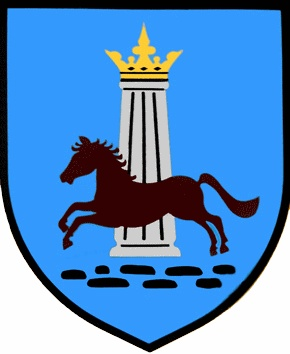
Nieoficjalny herb wsi Sól

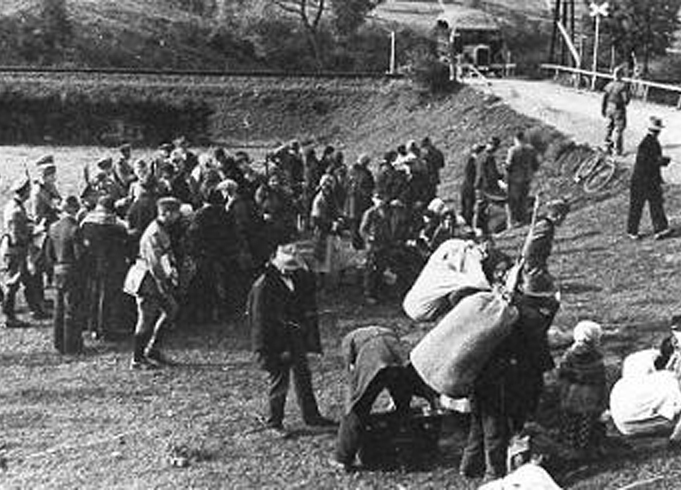
Polacy wysiedlani ze wsi Dolna Sól w 1940 w czasie Aktion Saybusch.

Sól – wieś w Polsce, położona w województwie śląskim, w powiecie żywieckim, w gminie Rajcza, w zachodniej części grupy Wielkiej Raczy, w południowo-zachodniej części Beskidu Żywieckiego, w dolinie Słanicy, pomiędzy Rachowcem (od północy) a grzbietem Oźnej. Zajmuje powierzchnię 26,28 km².
W latach 1945–1975 wieś położona była w województwie krakowskim, a w latach 1975–1998 w województwie bielskim.

## Integralne części wsi
Czerna, Dolna Sól, Klimasy, Łazki, Madlówka, Na Bugaju, Oźna, Pasierbkowie, Piętki, Podrachowiec, Polana, Potok, Słanica, U Brysia, U Burego, U Dudysa, Miki, U Płowuchy, U Waliczka, U Wojciecha, Walatki, Waliczkowa, Zadział, Zagajka, Zagroń

## Historia
Historia Soli sięga wieku XVIII, gdy mieszkało w niej 15 gospodarzy. 
Wieś prawdopodobnie powstała w XVI wieku, założona przez osadników wołoskich, przybyłych od strony węgierskiej. Nazwa miejscowości pochodzi od źródeł solankowych, które tu niegdyś eksploatowano, uzyskując sól przez odparowanie wód solankowych. Sól warzono do 1808 roku. Jednak władze austriackie nakazały w roku 1823 zabudować słone źródło a prymitywny szyb zasypać. W latach 1920–1930 poszukiwano w okolicach Soli ropy naftowej. Podczas wierceń dokonywanych w latach 1947-1950 na głębokości około 1300 m nawiercono cieplicę chlorkowo-sodową (39° C). 
Podczas II wojny światowej Niemcy objęli wieś akcją wysiedlania Polaków w ramach tzw. Akcji Saybusch, która miała oczyścić region z Polaków i przygotować go pod niemiecką kolonizację w ramach akcji Heim ins Reich.
W latach 1945–1975 wieś położona była w województwie krakowskim, a w latach 1975–1998 w województwie bielskim.

## Turystyka
We wsi znajdują się studzienki solankowe, usytuowane w centrum. Są to solanki chlorkowo-sodowe, jodkowe i bromkowo-jodkowe. Woda w źródłach jest słona, a jej mineralizacja wynosi ok. 40g/litr. Solanki o rdzawym kolorze nie nadają się do picia.
Od listopada 2019 roku na terenie wsi działa tężnia solankowa.
We wsi działalność duszpasterską prowadzi Kościół Rzymskokatolicki (parafia Najświętszego Serca Pana Jezusa).
W Soli znajdują się ośrodki wypoczynkowe (w Zagajce) oraz kwatery prywatne. W miejscowości zlokalizowany jest również Dom Wczasów Dziecięcych zarządzany przez Towarzystwo Przyjaciół Dzieci.
Na dworcu kolejowym rozpoczynają bieg dwa szlaki turystyczne –
- do Zwardonia przez Rachowiec – 2,5 godz., z powrotem 1,5 godz.
- na przełęcz Przegibek przez Bendoszkę Wielką – 3 godz., z powrotem 3,5 godz.
- przechodził przez przysiółek Słanice z Kolonii Rycerki Górnej do Zwardonia i dalej na Baranią Górę – ok. 7 godz. - zlikwidowany w 2011 roku.

## Transport
W Soli znajduje się stacja kolejowa na trasie Zwardoń-Katowice, otwarta w 1884 roku jako część Galicyjskiej Kolei Transwersalnej. 

## Galeria

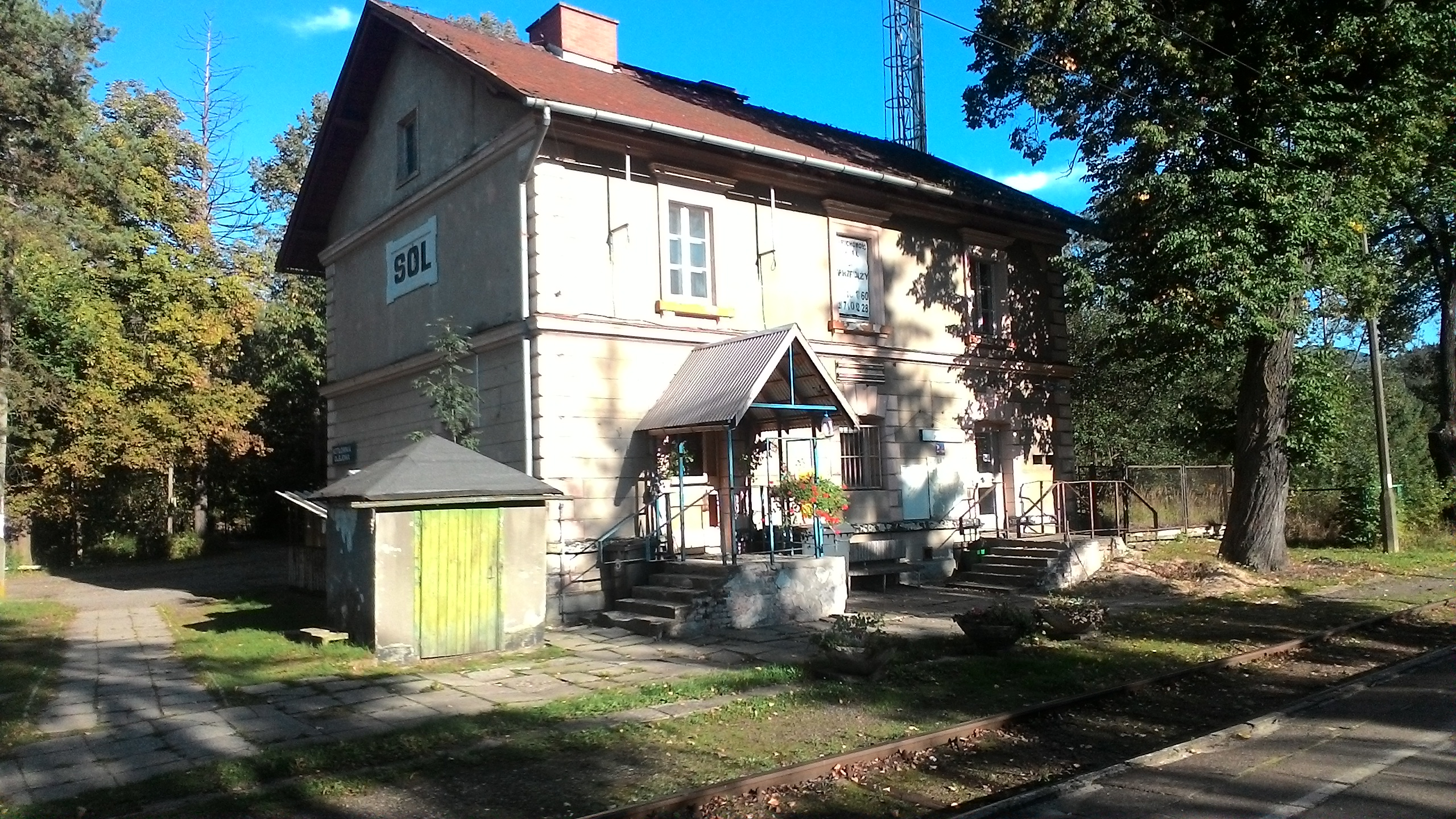
Dworzec kolejowy z 1884
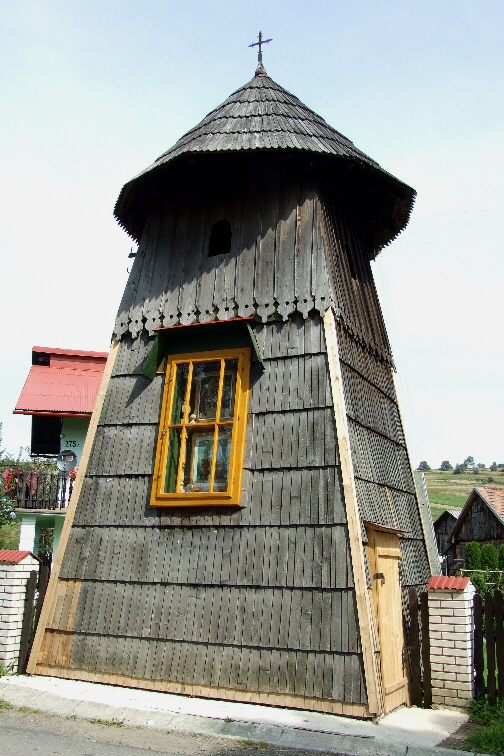
Zabytkowa dzwonnica, tzw. loretańska
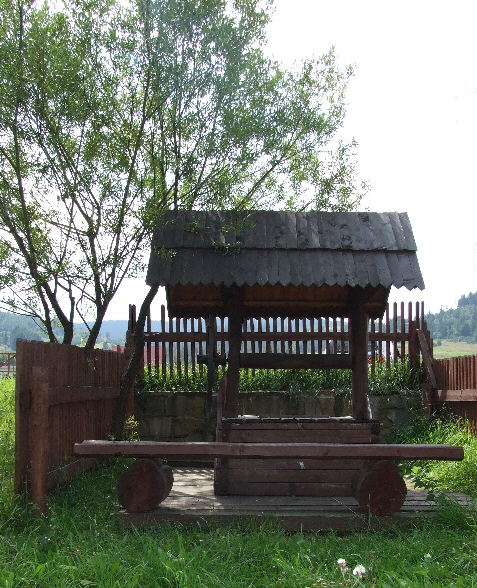
Studnia solankowa
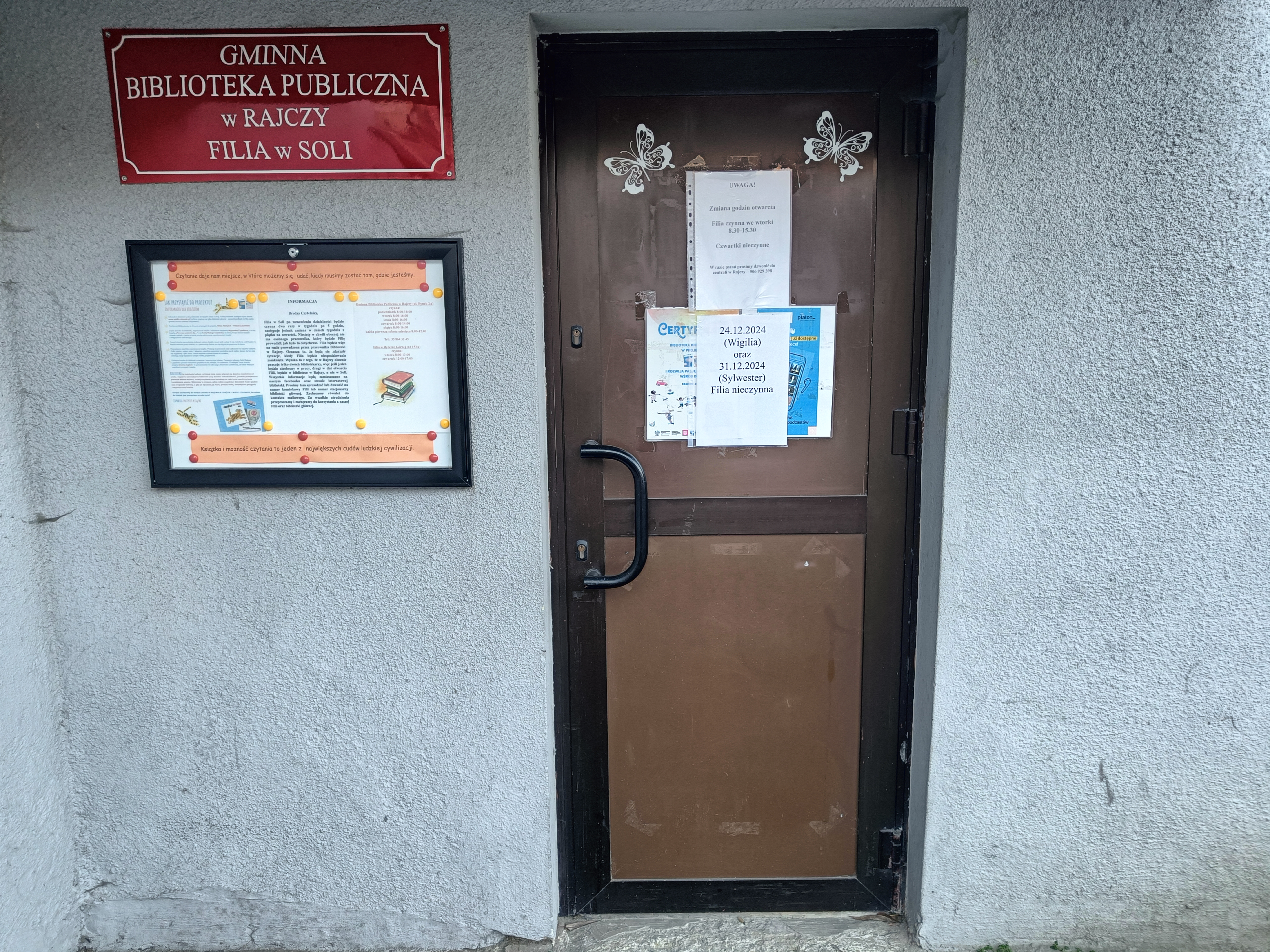
Biblioteka publiczna